# Revue des sciences religieuses
La Revue des sciences religieuses est une revue scientifique pluridisciplinaire fondée en 1921 dans le cadre de la Faculté de théologie catholique de Strasbourg. De parution trimestrielle, elle est plus particulièrement consacrée aux sciences des religions, à la dogmatique, à l'exégèse biblique, au droit canonique et à la théologie.
La revue a reçu le label ERIH (European Reference Index for the Humanities).

## Liens et sources
- Site officiel
- Ressources relatives à la recherche :   - Dialnet
  - Excellence in Research for Australia
  - Julkaisufoorumi
  - Mir@bel
  - OpenEdition
  - Persée
  - PhilPapers
- Ressource relative à la littérature :   - Ent'revues
- Notices d'autorité :   - BnF (données)
  - WorldCat